# Zákoník práce (Česko, 2006)
Zákoník práce je zákoník upravující převážnou část českého individuálního pracovního práva. Současný zákoník práce (zákon č. 262/2006 Sb.) nabyl účinnosti dnem 1. ledna 2007 a zrušil dřívější zákoník práce (č. 65/1965 Sb.).
Zákoník je o něco málo liberálnější než jeho předchůdce. Podle zástupců zaměstnavatelů je liberalizace nedostatečná, naopak odborové organizace další liberalizaci odmítají.
Od 1. ledna 2012 je účinná důležitá novela tohoto zákoníku. Mění mimo jiné odstupné, proplácení přesčasové, noční a víkendové práce, zkušební dobu, konkurenční doložku, rozšiřuje výpovědní důvody a podobně (odkaz na podrobný přehled změn je níže).

## Změny v novém zákoníku práce
Z hlediska komplexnosti do sebe nový zákoník inkorporuje mnohé další dnes samostatně existující zákony z oblasti pracovního práva (například Zákon č. 1/1992 Sb., o mzdě, odměně za pracovní pohotovost a o průměrném výdělku), na druhou stranu v některých oblastech úpravy odkazovala původní verze formou delegace na občanský zákoník. Nálezem Ústavního soudu sp. zn. Pl. ÚS 83/06 byl ovšem delegační § 4 zrušen pro rozpor s principy demokratického právního státu, neboť v takovém pojetí by zákoník práce zakládal značnou právní nejistotu a přinášel by značné aplikační problémy v důsledku neseznatelnosti a nejasnosti právních norem. Odporoval by tak zásadě tzv. kvality práva a popíral i důvěru v právo.. Tím zákoník práce definitivně pozbyl charakter komplexního předpisu a stal se subsidiárním předpisem občanského zákoníku.
Částečně posiluje princip smluvní volnosti, když na rozdíl od starého předpisu jsou ustanovení obecně dispozitivní, pokud zákon nestanoví jinak. Kogentní ustanovení jsou uvedena ve výčtovém paragrafu. Ten je relativně rozsáhlý (obsahuje desítky paragrafů), celkově tak změna oproti starému předpisu není nijak výrazná.
V oblasti kolektivního vyjednávání přibývá možnost uzavření kolektivní smlouvy i s pluralitou na straně zaměstnavatelů. Také přibývá kontroverzního ustanovení, které v případě plurality odborových organizací v rámci jednoho zaměstnavatele umožňuje zaměstnavateli uzavřít kolektivní smlouvu jen se silnějším orgánem, pokud orgány nejednají ve vzájemné shodě.
Možnost vzniku pracovního poměru jmenováním nový zákoník omezuje jen na oblast veřejné správy, stávající pracovní poměry založené jmenováním v soukromé sféře se mají posuzovat, jako by vznikly uzavřením pracovní smlouvy.
V oblasti zániku pracovního poměru se ruší dosavadní povinnost nabídnout zaměstnanci jiné pro něho vhodné místo u zaměstnavatele v místě jeho bydliště či místě výkonu práce, pokud nejde o výpověď z důvodu porušení pracovní kázně nebo z důvodu, pro který lze okamžitě zrušit pracovní poměr. 
Výpovědní doba u rozvázání pracovního poměru výpovědí se sjednocuje na dva měsíce, minimální výše odstupného je nyní určována dle doby, po kterou zaměstnanec pro zaměstnavatele pracoval, přičemž u doby kratší než 1 rok je to nyní jen jeden průměrný měsíční výdělek. V případě skončení pracovního poměru na základě lékařského posudku, který zakazuje nadále konat dosavadní práci pro pracovní úraz, onemocnění nemocí z povolání nebo pro ohrožení touto nemocí, anebo dosáhl-li na pracovišti určeném rozhodnutím příslušného orgánu ochrany veřejného zdraví nejvyšší přípustné expozice, činí odstupné dvanáctinásobek průměrného měsíčního výdělku.
Nový zákoník umožňuje větší flexibilitu pracovní doby, když zavádí tzv. konta pracovní doby, umožňující nový způsob nerovnoměrného rozvržení pracovní doby, pokud to dovoluje kolektivní smlouva. 
V oblasti dohod o pracích konaných mimo pracovní poměr u zaměstnavatelů mizí podmínky omezující uzavíraní těchto dohod a u dohody o provedení práce se zvyšuje maximální předpokládaný rozsah práce na 300 hodin ročně u jednoho zaměstnavatele.